# Johann Heinrich Horn
Johann Heinrich Horn († 5. April 1713 in Bitterfeld) war ein deutscher Beamter. Er war Amtmann des zum Sekundogeniturfürstentum Sachsen-Merseburg gehörigen Amtes Bitterfeld und Besitzer des Rittergutes in Beyersdorf.
In Merseburg kaufte er vom Sachsen-Merseburger Kammerjunker und Oberforstmeister Wolf Friedrich von Tümpling dessen Rittergut zu Beyersdorf für 6325 Gulden, auf dem er bis zu seinem Tode mit seiner Familie wohnte. Er hinterließ drei Töchter, die das Gut 1725 an Christiana Erdmuth Freystein, die Witwe des Hofrats Johann Burchard Freystein für 8500 Gulden verkauften. 